# XB-1轟炸機
Huff-Daland XB-1是基斯通飛機公司為美國陸軍航空兵團製造的轟炸機原型機。
XB-1是第一架使用B名稱開頭的飛機。1926年之前，美國陸軍使用LB-(輕型轟炸機)和HB-(重型轟炸機)。第一架XB-1名稱為Super-Cyclops，是XHB-1轟炸機的延伸作品。XB-1與XHB-1的尺寸基本上相同，但配備雙尾翼和雙引擎。

## 發展

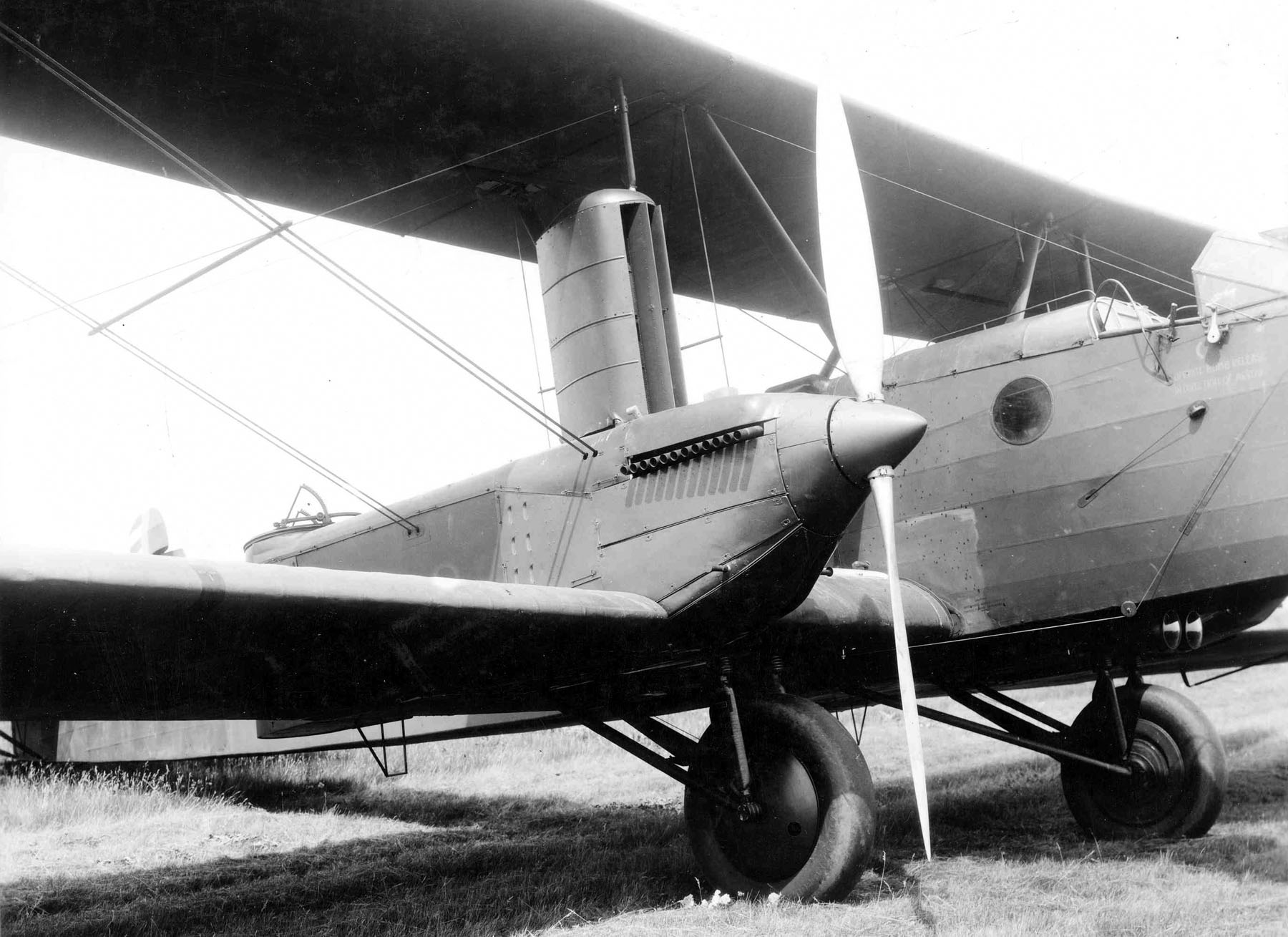
右側發動機近距離視圖

雖然XB-1的火砲配置對於美國來說是全新的設計，但英國和德國在第一次世界大戰尾聲時就曾使用過。美國陸軍航空兵團將 XHB-1等單引擎轟炸機與雙引擎轟炸機相比，發現期其性能更差，安全性也更低。
該機於1927年9月首飛，其原有的帕卡德發動機無法為飛機提供足夠的動力，因此採用柯蒂斯V-1570-5"挑戰者"12缸發動機。這種新配置命名為XB-1B。
大約在同一時間，還有三款飛機與XB-1競爭。在這三架飛機（XB-2、西科斯基 S-37和福克F.VII）中，柯蒂斯最終獲勝，並且只生產了一架XB-1。

## 外部連結
- USAF Museum Article on XB-1
- USAF Museum Article on XB-1B
- Encyclopedia of American Aircraft